# Zerbst
Zerbst é um município da Alemanha, situado no distrito de Anhalt-Bitterfeld, no estado de Saxônia-Anhalt. Tem 467,65 km² de área, e sua população em 2019 foi estimada em 21.470 habitantes.